# Concile de Nantes
Plusieurs conciles se sont tenus à Nantes en 658, 1005, 1007, 1120 (sur l'abbaye de Marmoutier), 1127, 1135 (en faveur de quelques monastères), 1264, 1431. De nombreux synodes provinciaux se sont tenus également à Nantes. 

## Historique
- 658 : Concile assemblé sur ordre du pape Vitalien visant à réformer le clergé et détruire les vestiges du paganisme. Vingt canons sont édictés. Ils prescrivent notamment aux évêques de démolir ou de faire transporter au loin les pierres qui sont l'objet de pratiques idolâtriques. Les ecclésiastiques devront distribuer aux pauvres le quart des dîmes et offrandes qu'ils reçoivent. Le 3e canon interdit au prêtre d'avoir des femmes chez lui et aux femmes d'entrer dans le chœur ou de s'approcher de l'autel. Le 19e canon leur interdit aux femmes de se rendre à un plaid ou à une assemblée publique, sauf si elles y sont convoquées par le prince ou l'évêque ou si elles y ont une affaire nécessaire ; dans ce cas, elles ne peuvent y aller qu'avec l'autorisation de leur évêque.
- Octobre 1127 : Condamnation du droit de bris qui donnait au seigneur la dépouille des naufragés, et de la coutume qui, en Bretagne, attribuait au seigneur tous les meubles d'un mari ou d'une femme après la mort de l'un des deux.
- 1er juillet 1264 : Neuf canons, dont le second défendait de servir plus de deux plats aux prélats qui faisaient la visite de leur diocèse.
- 23 avril 1431 : Prohibition des cérémonies ridicules du 1er mai, de la fête des Fous et du lendemain de Pâques. Le lendemain de Pâques un usage consistait à surprendre les clercs paresseux dans leur lit, à les promener nus par les rues, à les placer en cet état sur l'autel, et à les arroser d'eau bénite. Le 1er mai, on rançonnait ceux qui étaient surpris au lit.

## Sources
- Dictionnaire universel et complet des conciles, par Adolphe-Charles Peltier